# Tavolario

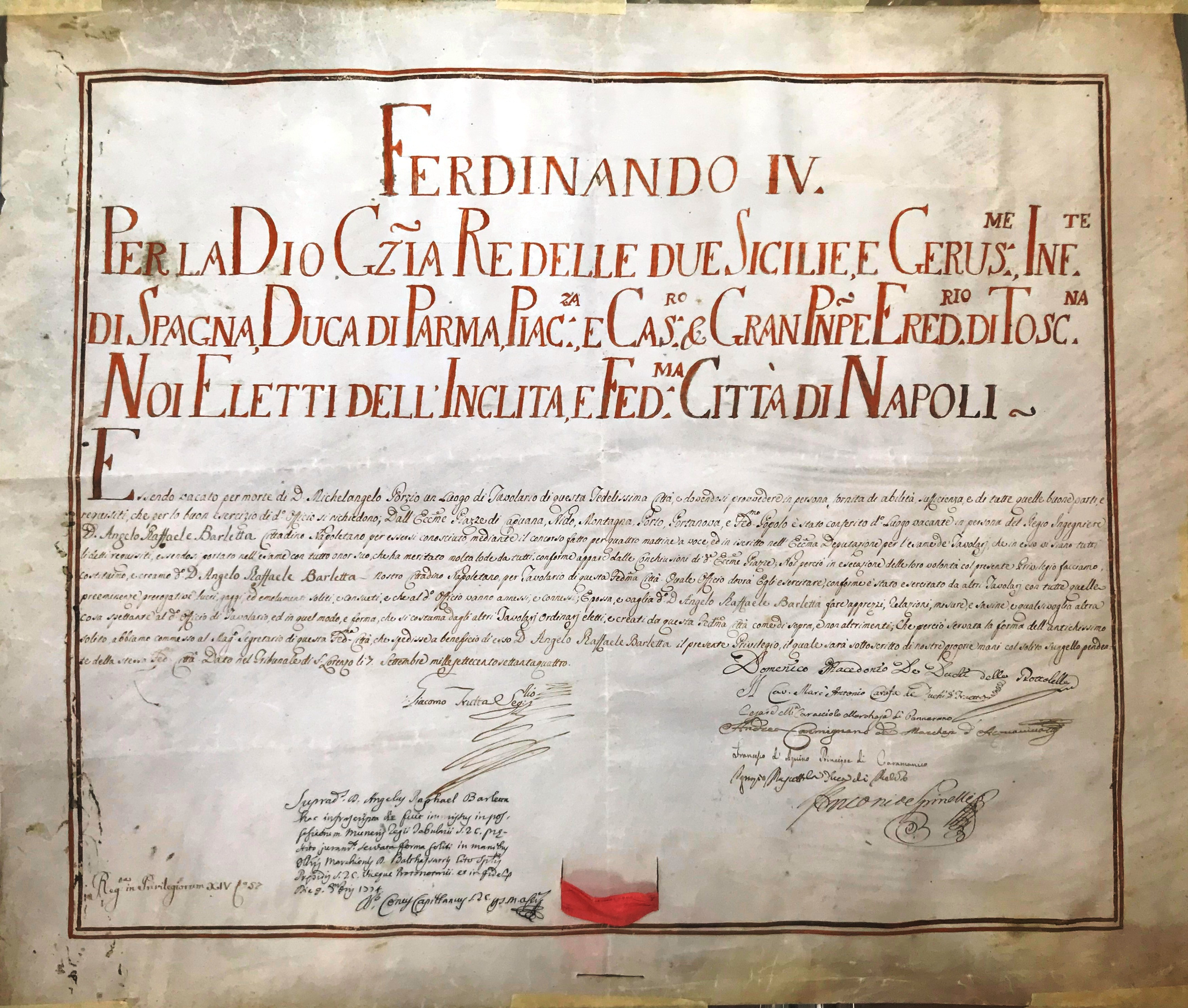
Pergamena recante il Privilegio con il quale il Re Ferdinando IV delle Due Sicilie conferiva al Regio Ing. Angelo Raffaele Barletta il luogo di Tavolario della Inclita e fedelissima città di Napoli, il 7 settembre 1774.

Tavolario era il nome che veniva dato a un corpo di tecnici (ingegneri e architetti), nominati dalla Città di Napoli ma dipendenti dal Sacro regio consiglio, che nel Regno di Napoli erano incaricati di redigere perizie, apprezzi, mappe accurate del territorio. Essi possono essere considerati i padri del catasto. La competenza dei tavolari in una materia così tecnica era indiscussa. Anche quando subentrò la legislazione napoleonica l'autore di un testo sulle servitù prediali mise in copertina la sua cessata carica di tavolario.
Il gran numero di atti redatti dai tavolari, che si qualificano con tale loro carica, e tuttora reperibili permette anche allo storico contemporaneo di accedere ad un grande numero di notizie.
Erano riuniti in un Collegium tabulariorum e la loro attività era regolata da una serie di prammatiche che disciplinavano la loro elezione, i loro compiti, minacciava sospensioni e ammende.
In altri testi compaiono le suppliche alle autorità.